# 6/45
6/45 er en sydkoreansk film fra 2022 af Park Gyu-tae.

## Medvirkende
- Go Kyung-pyo som Park Chun-woo
- Lee Yi-kyung som Ri Young-ho
- Eum Moon-suk som Kang Eun-pyo
- Park Se-wan som Ri Yeon-hee
- Kwak Dong-yeon som Kim Man-cheol